# Memoriał Eugeniusza Nazimka 2009
XXVI Memoriał im. Eugeniusza Nazimka – 26. edycja turnieju w celu uczczenia pamięci polskiego żużlowca Eugeniusza Nazimka, który odbył się 26 września 2009. Zwyciężył Lee Richardson.

## Wyniki
- 26 września 2009, Stadion Stali Rzeszów, sędzia Rafał Pokrzywa

| Msc. | Zawodnik           | Klub                         | Pkt  |              |  |
| ---- | ------------------ | ---------------------------- | ---- | ------------ |  |
| 1    | Lee Richardson     | Cognor-Włókniarz Częstochowa | 13   | (2,2,3,3,3)  |  |
| 2    | Maciej Kuciapa     | Marma-Hadykówka Rzeszów      | 11   | (1,2,2,3,3)  |  |
| 3    | Piotr Protasiewicz | Falubaz Zielona Góra         | 10+3 | (3,3,0,2,2)  |  |
| 4    | Dawid Stachyra     | Marma-Hadykówka Rzeszów      | 10+2 | (2,3,1,3,1)  |  |
| 5    | Karol Baran        | KMŻ Redstar Lublin           | 10+1 | (3,2,3,0,2)  |  |
| 6    | Jarosław Hampel    | Unia Leszno                  | 9    | (0,3,3,d,3)  |  |
| 7    | Piotr Świderski    | Unia Tarnów                  | 9    | (3,3,d,1,2)  |  |
| 8    | Mikael Max         | Marma-Hadykówka Rzeszów      | 9    | (3,1,1,3,1)  |  |
| 9    | Dawid Lampart      | Marma-Hadykówka Rzeszów      | 7    | (2,2,w,0,3)  |  |
| 10   | Peter Ljung        | Start Gniezno                | 7    | (1,0,3,2,1)  |  |
| 11   | Cameron Woodward   | Marma-Hadykówka Rzeszów      | 7    | (1,1,1,2,2)  |  |
| 12   | Adam Skórnicki     | Lotos-Wybrzeże Gdańsk        | 5    | (1,1,2,1,0)  |  |
| 13   | Paweł Miesiąc      | Marma-Hadykówka Rzeszów      | 4    | (2,d,2,w,ns) |  |
| 14   | Maksims Bogdanovs  | SK Lokomotīve Dyneburg       | 4    | (0,1,1,2,0)  |  |
| 15   | Davey Watt         | Atlas Wrocław                | 2    | (0,0,2,d,ns) |  |
| 16   | Łukasz Kret        | Marma-Hadykówka Rzeszów      | 2    | (0,0,0,1,1)  |  |

Bieg po biegu

do uzupełnienia